# 王之翰 (知縣)
王之翰，山西承宣布政使司平陽府絳州（今山西省新絳縣）人，明朝政治人物。

## 生平
萬曆元年（1573年）癸酉科舉人。曾任棗陽縣知縣，力阻開礦，遂被逮拷死。天啟初年，贈光祿寺少卿。